# Île Saint-Joseph
Île Saint-Joseph är en ö i Franska Guyana (Frankrike).   Den ligger i departementet Guyane och regionen Franska Guyana, i den norra delen av landet, 50 km nordväst om huvudstaden Cayenne. Arean är 0,20 kvadratkilometer.
Terrängen på Île Saint-Joseph är platt. Öns högsta punkt är 48 meter över havet.